# DIMM

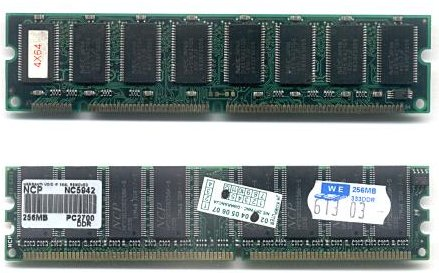
Két DIMM típus: 168-pin SDRAM (felső), és 184-pin DDR SDRAM (alsó).

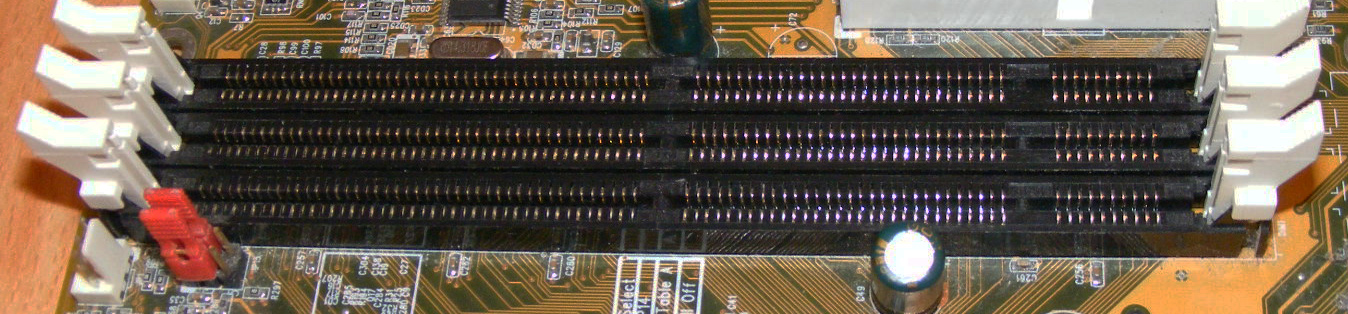
3 db SDRAM DIMM slot

A DIMM (az angol dual in-line memory module rövidítése) egy sorozat RAM integrált áramkört tartalmaz. Ezek a modulok egy nyomtatott áramkörre vannak szerelve. Személyi számítógépekben és szerverekben használatos.
Míg a SIMM memóriamoduloknak a két oldalán redundáns érintkezők vannak, a DIMM két oldalán különböző érintkezők vannak. Másik különbség, hogy a SIMM-nek 32 bites adatcsatornája van, a DIMM-nek pedig 64 bites. Mióta sok Intel Pentium processzornak 64 bites sínszélessége van, a SIMM memóriákat párokban kell használni, hogy kitöltsék az adatsínt, és a processzor párhuzamosan használja őket. A DIMM bevezetése megszüntette ezt a problémát.

## A leggyakoribb DIMM típusok
- 72-pin SO-DIMM
- 100-pin DIMM, nyomtató SDRAM
- 144-pin SO-DIMM, SDR SDRAM
- 168-pin DIMM, SDR SDRAM
- 172-pin MicroDIMM, DDR SDRAM
- 184-pin DIMM, DDR SDRAM
- 200-pin SO-DIMM, DDR SDRAM and DDR2 SDRAM
- 204-pin SO-DIMM, DDR3 SDRAM
- 214-pin MicroDIMM, DDR2 SDRAM
- 240-pin DIMM, DDR2 SDRAM, DDR3 SDRAM and FB-DIMM DRAM
- 244-pin MiniDIMM, DDR2 SDRAM

## 168-pin SDRAM
A modul alsó részén, az érintkezők között van két bevágás, aminek a helye meghatározza a modul típusát.
- Az első bevágás a DRAM kulcspozíciója. Ennek jelentése RFU (Reserved for Future Use - későbbi fejlesztésekhez fenntartva), regisztrált, és nem pufferelt (ebben a sorrendben bal oldalon, középen, jobb oldalon).
- A második bevágás a feszültséget határozza meg. Jelentése 5,0V, 3,3V, és RFU (a fenti sorrendben).

## DDR DIMM
A DDR, DDR2, DDR3, és a DDR4 moduloknak különböző az érintkezőik száma, és a bevágások pozíciója is.

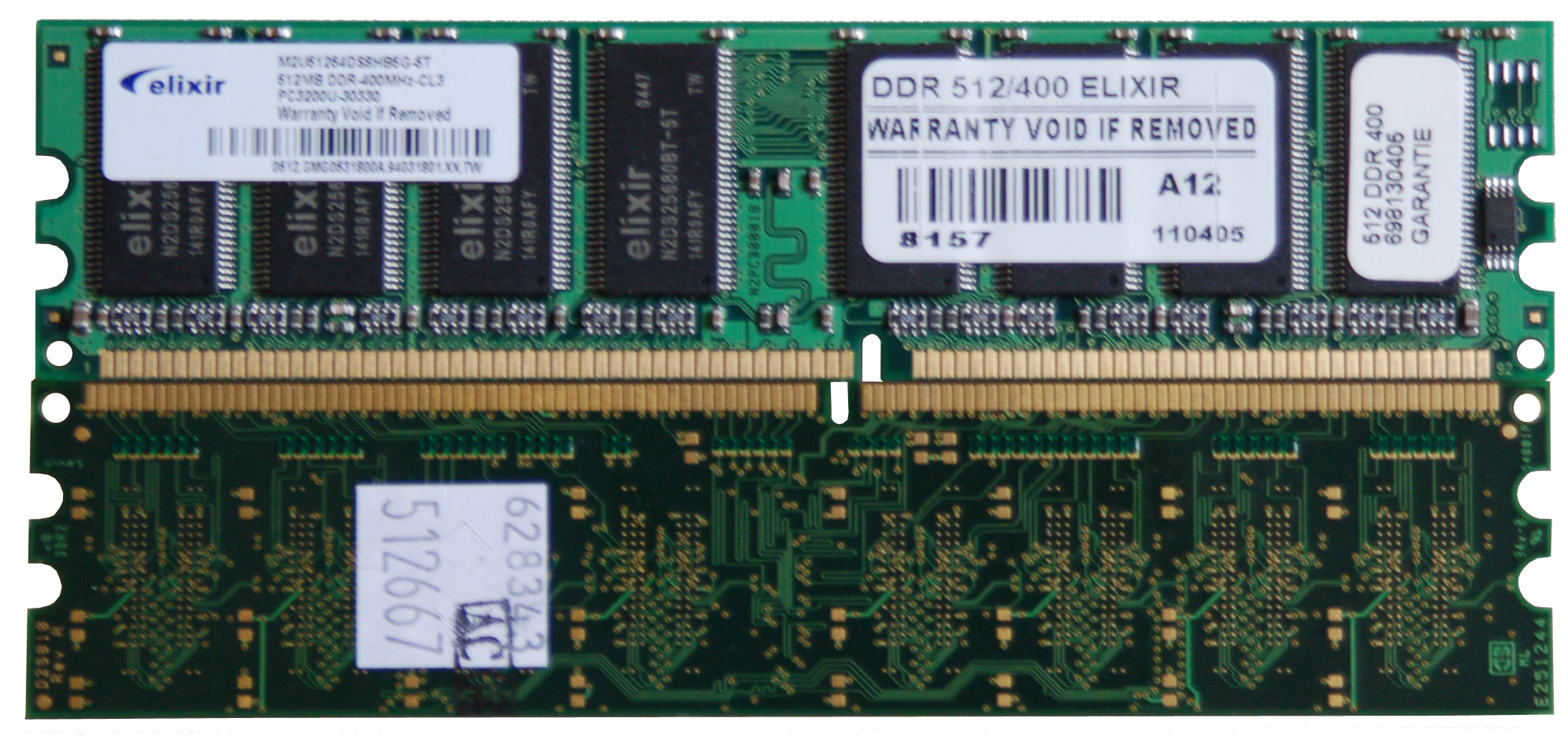
Különbség DDR, és DDR2 modulok között.

## Sebességek
A különböző technológiákhoz meghatározott sín- és eszközfrekvenciák vannak szabványosítva.
SDR SDRAM DIMM - Ezek az első szinkronizált regisztrált DRAM-ok ugyanazt a frekvenciát használják az adathoz, a címzéshez, és a vezérlő vonalakhoz.
- PC66 = 66 MHz
- PC100 = 100 MHz
- PC133 = 133 MHz

DDR SDRAM (DDR1) DIMM - A dupla sebességű (Double Data Rate, DDR) DRAM-oknak az órajel kétszerese az adatátviteli sebességük. Ezt úgy érik el, hogy az órajel fel- és lefutó élét használják az adatjelekhez.
- PC1600 = 200 MHz adat / 100 MHz órajel a címzéshez és vezérléshez
- PC2100 = 266 MHz adat / 133 MHz órajel a címzéshez és vezérléshez
- PC2700 = 333 MHz adat / 166 MHz órajel a címzéshez és vezérléshez
- PC3200 = 400 MHz adat / 200 MHz órajel a címzéshez és vezérléshez

DDR2 SDRAM DIMM - Ezeknél szintén az órajel kétszerese az adatátviteli sebesség, de az energiafogyasztásuk és a feszültségük jelentősen kisebb mint a DDR-nek, ugyanazon az órajelen.
- PC2-3200 = 400 MHz adat / 200 MHz órajel a címzéshez és vezérléshez
- PC2-4200 = 533 MHz adat / 266 MHz órajel a címzéshez és vezérléshez
- PC2-5300 = 667 MHz adat / 333 MHz órajel a címzéshez és vezérléshez
- PC2-6400 = 800 MHz adat / 400 MHz órajel a címzéshez és vezérléshez
- PC2-8500 = 1066 MHz adat / 533 MHz órajel a címzéshez és vezérléshez

DDR3 SDRAM DIMM - A DDR3 memóriák energiafogyasztása és feszültsége még kisebb lett.
- PC3-6400 = 800 MHz adat / 400 MHz órajel a címzéshez és vezérléshez
- PC3-8500 = 1066 MHz adat / 533 MHz órajel a címzéshez és vezérléshez
- PC3-10600 = 1333 MHz adat / 667 MHz órajel a címzéshez és vezérléshez
- PC3-12800 = 1600 MHz adat / 800 MHz órajel a címzéshez és vezérléshez
- PC3-14900 = 1866 MHz adat / 933 MHz órajel a címzéshez és vezérléshez
- PC3-17000 = 2133 MHz adat / 1066 MHz órajel a címzéshez és vezérléshez

## Fordítás
Ez a szócikk részben vagy egészben  a   DIMM című angol Wikipédia-szócikk ezen változatának fordításán alapul.  Az eredeti cikk szerkesztőit annak laptörténete sorolja fel. Ez a jelzés csupán a megfogalmazás eredetét és a szerzői jogokat jelzi, nem szolgál a cikkben szereplő információk forrásmegjelöléseként.